# Taosa bimaculifrons
Taosa bimaculifrons är en insektsart som beskrevs av Frederick Arthur Godfrey Muir 1931. Taosa bimaculifrons ingår i släktet Taosa och familjen Dictyopharidae. Inga underarter finns listade i Catalogue of Life.